# اسامو کاندا
اسامو کاندا (ژاپنی: 金田 治؛ زادهٔ ۳۱ اوت ۱۹۴۹) کارگردان فیلم، و بدل‌کار اهل ژاپن است.